# Luci Marci Censorí
Luci Marci Censorí (llatí: Lucius Marcius C. f. C. n. Censorinus) va ser un magistrat romà. Formava part de la gens Màrcia, i era de la família dels Censorí.
Va ser elegit cònsol romà junt amb Marc Manili el 149 aC, el primer any de la Tercera Guerra Púnica. Els cònsols van ser enviats a Cartago: el comandament de l'exèrcit va ser donat a Manili i el de la flota a Censorí. Va ser portaveu en les converses amb els cartaginesos i quan aquests van refusar acomplir les exigències romanes (que incloïen abandonar Cartago i construir una altra ciutat a més de 15 km de la costa) els dos cònsols van iniciar el setge, però Censorí va tornar aviat a Roma per dirigir els comicis i va deixar la direcció de les operacions en mans del seu col·lega. El 147 aC va ser nomenat censor junt amb Luci Corneli Lèntul Llop.